# Arturo García-Tizón
Arturo García-Tizón López (Madrid, 28 de febrero de 1946) es un político y abogado del Estado español. Fue abogado general del Estado entre mayo de 2000 y abril de 2004.

## Biografía
Nacido el 28 de febrero de 1946 en Madrid, se afilió a Alianza Popular en 1979. Es licenciado en Derecho por la Universidad Complutense de Madrid, opositó y obtuvo plaza de abogado del Estado, estando destinado en las oficinas jurídicas de la Administración General del Estado en Valladolid y Toledo y en el Tribunal Supremo. 
Se integró en Alianza Popular, antecedente del Partido Popular, en 1978 y con dicho partido fue elegido concejal del Ayuntamiento de Toledo en las elecciones municipales de 1979 y miembro de la Diputación Provincial de Toledo. Llegó a ser presidente del grupo parlamentario popular en el Congreso. Ocupó el cargo de secretario general de Alianza Popular desde el 8 de febrero de 1987 al 20 de enero de 1989 durante la presidencia del partido de Antonio Hernández Mancha. Ha sido diputado en la II, III y IX legislatura de España. Desde 2011 hasta el 25 de junio de 2015 fue presidente de la Diputación Provincial de Toledo.